# Idiococcus maanshaensis
Idiococcus maanshaensis är en insektsart som beskrevs av Tang och Wu in Tang 1984. Idiococcus maanshaensis ingår i släktet Idiococcus och familjen ullsköldlöss. Inga underarter finns listade i Catalogue of Life.